# Lohrbach
Lohrbach ist ein Stadtteil der Großen Kreisstadt Mosbach im Neckar-Odenwald-Kreis in Baden-Württemberg.

## Geographie
Der Ort liegt in einem nördlichen Seitental der Elz, etwa 6 km nördlich von Mosbach. Der tiefste Punkt der Siedlung ist die historische Mühle. Etwas weiter erstreckt sich dann, dem Talverlauf folgend nach Nordwesten ansteigend der Ort, in dessen oberen westlichen Bereich die Burg Lohrbach liegt. Die Hänge südlich und östlich der Ortsstraße wurden erst in jüngerer Zeit durch Baugebiete erschlossen.

## Geschichte

### Mittelalter

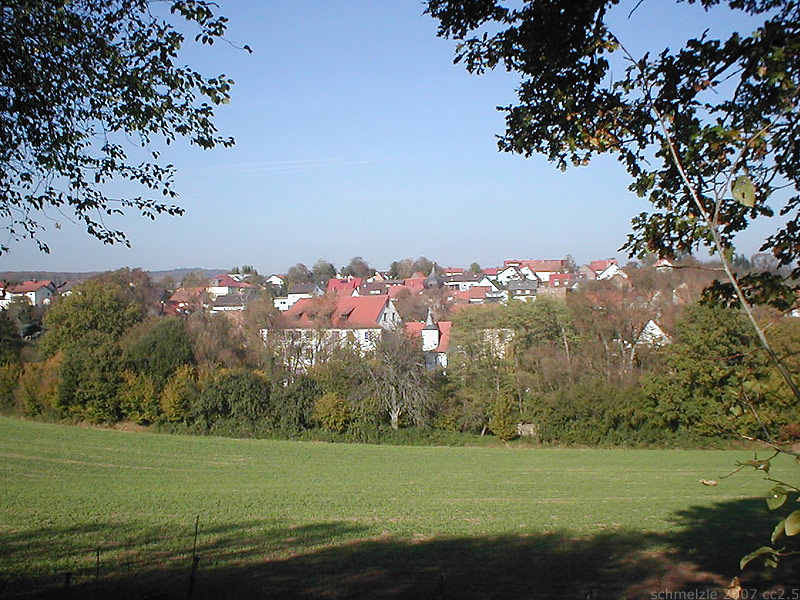
Blick über den westlichen Teil von Lohrbach mit Wasserschloss und alter katholischer Kirche

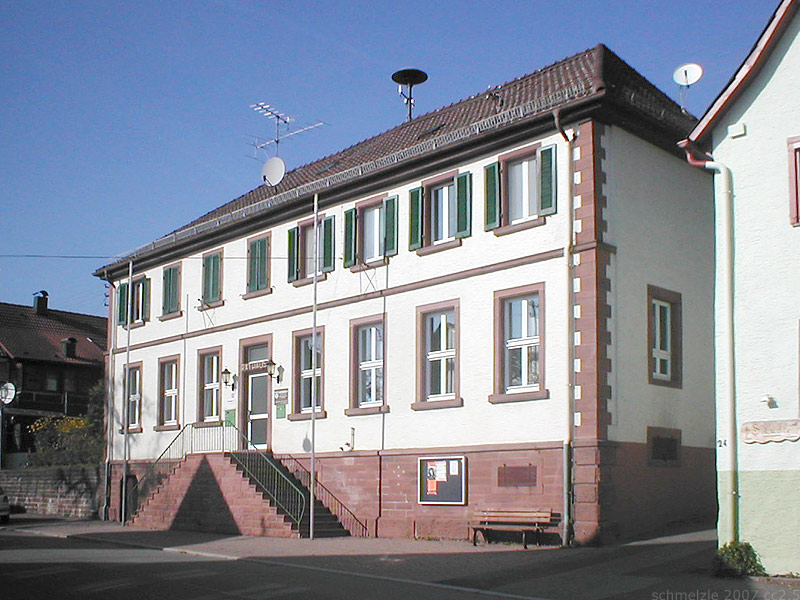
Ehemaliges Rathaus von Lohrbach

Lohrbach wurde als Larbach 765 erstmals im Lorscher Codex anlässlich einer Schenkung aller Besitztümer eines Snarinc in den Dörfern Hartheim und Lohrbach an das Kloster Lorsch erwähnt. Weitere Schenkungsurkunden fränkischer Adliger erwähnen Hartheim und Lohrbach meist gemeinsam, so dass vermutet wird, dass es sich bei Lohrbach um eine vom einst bedeutenden, im 10. Jahrhundert jedoch abgegangenen Hartheim erfolgte Gründung handelt. Der Ort wechselte mehrfach den Besitzer. Im 10. Jahrhundert gelangte Lohrbach an das Bistum Worms. Seit dem hohen Mittelalter bestand bereits die Burg Lohrbach als Herrensitz. 1277 tritt mit Ulrich von Lohrbach erstmals eine Ortsherrenfamilie auf, vermutlich Verwandte der Schenken von Limpurg. Gegen Ende des 13. Jahrhunderts hatte auch der Johanniterorden Besitz in Lohrbach. Lohrbach wurde 1376 zur Hälfte den württembergischen Grafen als Lehen verliehen, 1409 verpfändet und schließlich 1413 an den Mosbacher Pfalzgrafen Otto I. verkauft. Nach dem Tod von Ottos Sohn Otto II. und dem Aussterben der Linie Pfalz-Mosbach fiel Lohrbach an die Kurpfalz und wurde Sitz einer Kellerei, der 18 Ortschaften und vier Höfe angehörten. In Lohrbach bestand bereits seit dem hohen Mittelalter eine Kirche.

### Neuzeit
Ab dem 16. Jahrhundert wird eine Mühle im Ort genannt, und die renaissancezeitlichen Einwohner waren größtenteils Leibeigene.
1564 hielt sich Friedrich III. acht Monate in Lohrbach auf und führte von dort seine Regierungsgeschäfte, auf ihn geht auch die Reformation der örtlichen Kirche zurück. Seine zweite Frau Amalia nahm nach seinem Tod 1576 in Lohrbach bis 1599 ihren Witwensitz. Auch Friedrich IV. hielt sich häufig in Lohrbach auf. Im Dreißigjährigen Krieg wurde der Ort beschädigt und nachfolgend wiederaufgebaut. Aus dieser Zeit (1631) stammt auch das älteste datierte Wohnhaus des Ortes. Die Pfälzische Kirchenteilung um 1700 ist der Grund, warum es in Lohrbach sowohl Katholiken als auch Protestanten gab. Die Katholiken bauten 1763 die ehemalige Zehntscheuer zu einer Kirche um. 1774 bestand das Dorf aus dem Schloss sowie 89 Wohnhäusern mit Nebengebäuden und der etwas außerhalb liegenden Mühle. Lohrbach hatte damals rund 500 Einwohner.
1803 kam Lohrbach an das Fürstentum Leiningen und mit dessen Mediatisierung 1806 zum Großherzogtum Baden. Die Fürsten von Leiningen blieben jedoch noch bis 1947 im Besitz des Schlosses und darüber hinaus von weiterem Grundbesitz sowie des Patronatsrechts in beiden Kirchen. Um 1800 konnten die Lohrbacher Bauern durch die Aufhebung des Erbbestandsguts und die eingetretenen Änderungen der herrschaftlichen Verhältnisse ihre Ackerflächen beträchtlich vergrößern. Diesem Aufschwung folgte der Bau von stattlichen Fachwerkhäusern entlang der Dorfstraße. Die Hunger- und Revolutionsjahre des 19. Jahrhunderts haben das Wachstum in Lohrbach jedoch gebremst, so dass der nächste wesentliche Impuls erst um 1905 vom Bau der Nebenbahn (Odenwaldexpress) von Mosbach nach Mudau ausging, die über Lohrbach führte. In unmittelbarer Nähe des Bahnhofs siedelte sich 1908 die Zigarrenfabrik Leopold Blum an, die jahrzehntelang größter Arbeitgeber am Ort war. 1939 wurden 749 Einwohner gezählt, Ende 1945 waren es 822.
In den 1960er Jahren wurde der bis heute bestehende Flugplatz Lohrbach, ein Flugplatz für nichtgewerblichen Verkehr und gewerblichen Gelegenheitsverkehr ohne Handelsware, eingerichtet und mit der neuen katholischen Kirche eine bedeutende Landmarke des Ortes erbaut.
Lohrbach wurde am 1. Dezember 1972 nach Mosbach eingemeindet. Der Odenwaldexpress wurde 1973 stillgelegt. Durch die Erschließung von großen Baugebieten ist der Ort insbesondere nach Süden und Osten stark über die historische Siedlung hinausgewachsen. Es besteht praktisch keine Industrieansiedlung, Lohrbach ist eine Wohnsiedlung für Pendler.

## Wappen
Die Blasonierung lautet: In Blau eine goldene Garbe, dahinter schräggekreuzt eine silberne Sense und ein silberner Rechen.

## Kultur und Sehenswürdigkeiten

### Bauwerke und Baudenkmale

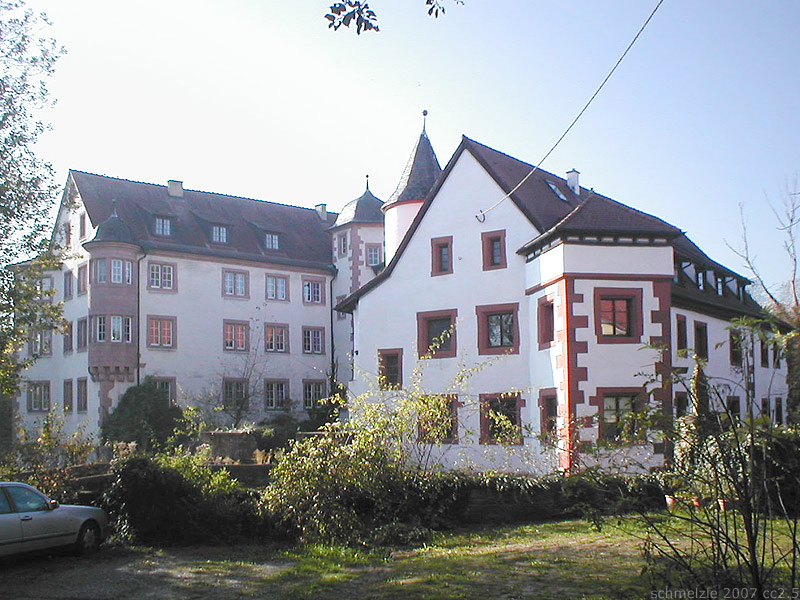
Burg Lohrbach

- Burg Lohrbach ist eine auf den Fundamenten einer mittelalterlichen Wasserburg errichtete Schlossanlage, 1576 bis 1599 Witwensitz von Kurfürstin Amalie, danach pfälzische Kellerei. Bis 1947 in Besitz der Fürsten von Leiningen, später im Besitz der Johannesanstalten in Mosbach. Seit 1970 in Privatbesitz, 1982 zu Wohnungen umgebaut. Die Alte katholische Kirche Lohrbach wurde 1763 nach Plänen des Baumeisters Rabaliatti durch Umbau der ehemaligen Zehntscheuer beim Wasserschloss errichtet. Unter der Kirche befindet sich noch ein älterer Weinkeller. Bemerkenswert ist auch der in dieser Gegend außergewöhnliche runde Kirchturm, der auf einen ursprünglich zum Schloss gehörenden Turm von 1585 zurückgeht. Nachdem an Heiligabend 1966 ein Teil der Kirchendecke einstürzte, wurde ein Kirchenneubau an anderer Stelle beschlossen. Die alte katholische Kirche wurde säkularisiert und saniert und dient heute Wohn- und Gewerbezwecken.
- Die Evangelische Kirche Lohrbach geht vermutlich auf die ursprüngliche Lohrbacher Kirche zurück. Im Turmuntergeschoss sind Fresken aus der Zeit um 1450 erhalten, das Langhaus der Kirche wurde 1818 erneuert. Die älteste Glocke der Kirche stammt von dem Heilbronner Gießer Bernhard Lachamann; sie datiert von 1518.
- Die katholische Kirche St. Paulus wurde nach Plänen des Architekten Ullmann von 1967 bis 1969 beim Friedhof errichtet. Das moderne Kirchengebäude und der 28 Meter hohe freistehende Turm sind aus quadratischen und dreieckigen Elementen konstruiert. Die Giebel der Kirche sind großflächig verglast und das Kreuz auf dem Dach leuchtet in der Nacht.[4]
- Das Rathaus des Ortes wurde ursprünglich als Schulhaus erbaut. Nach einem Schulhausneubau in den 1950er Jahren wurde das alte Schulhaus zum Rathaus umgewandelt. Ein vormals genutztes älteres Rathaus wurde an privat verkauft.

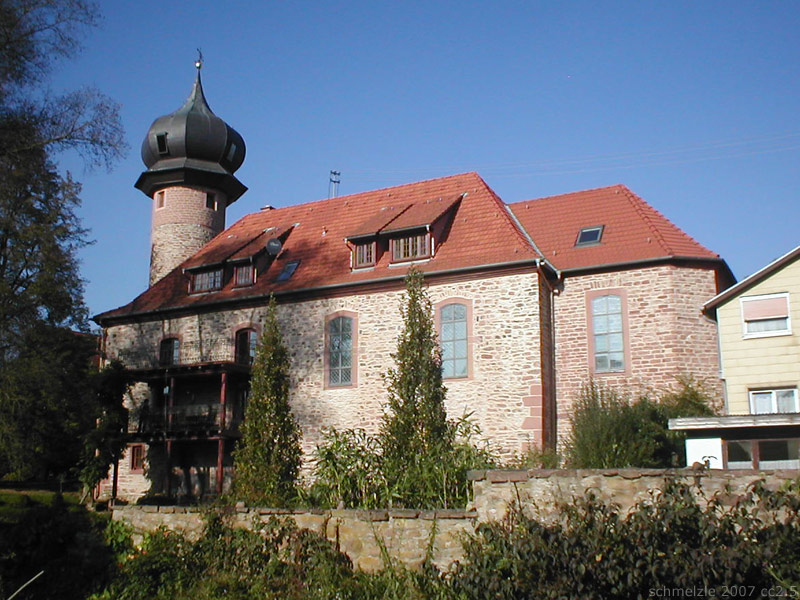
Alte katholische Kirche
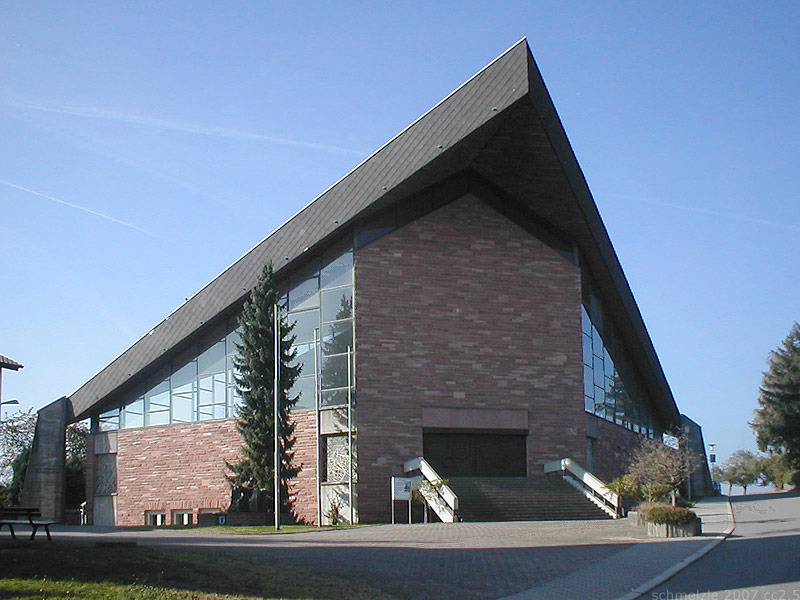
Neue katholische Kirche
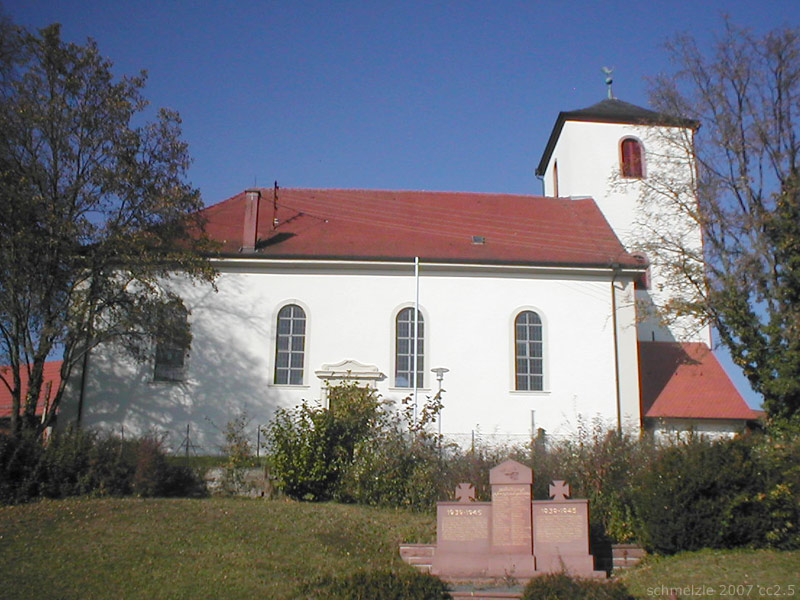
Evangelische Kirche
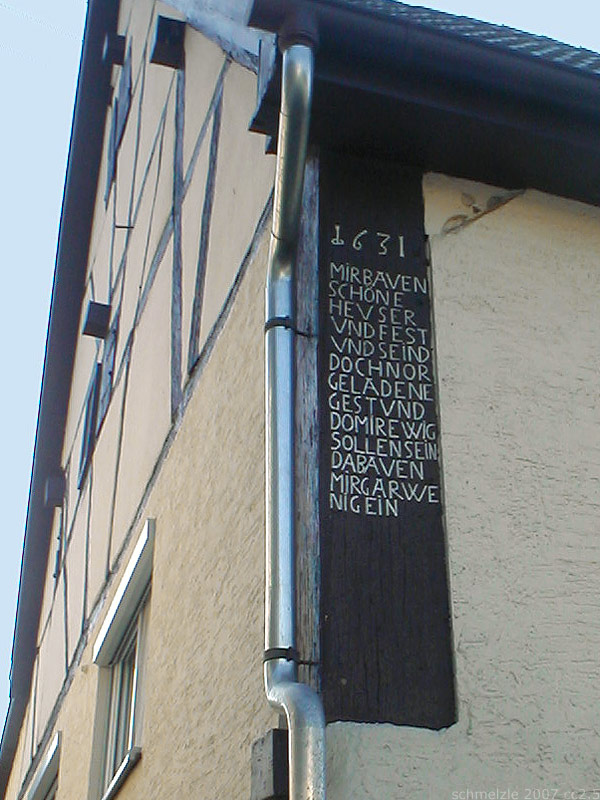
Datierung des ältesten Fachwerkhauses am Ort auf 1631
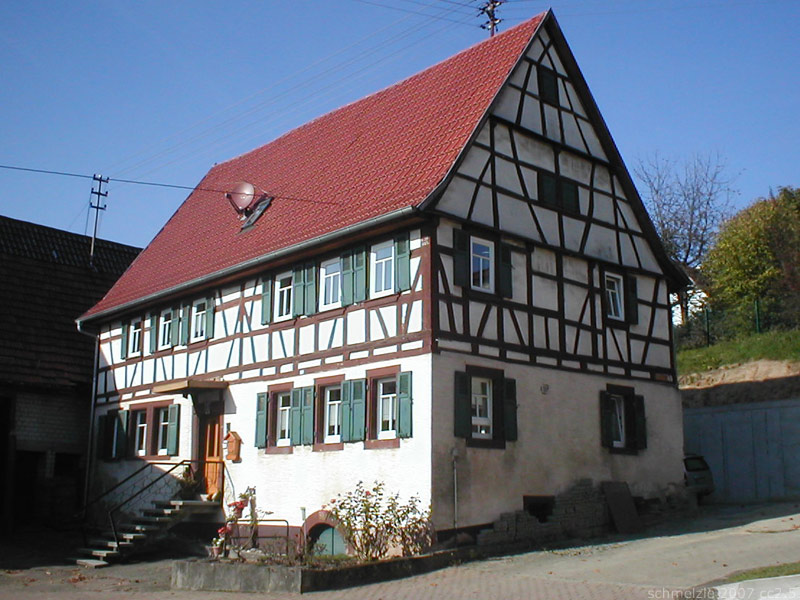
Typisches Fachwerkhaus des 18. Jahrhunderts
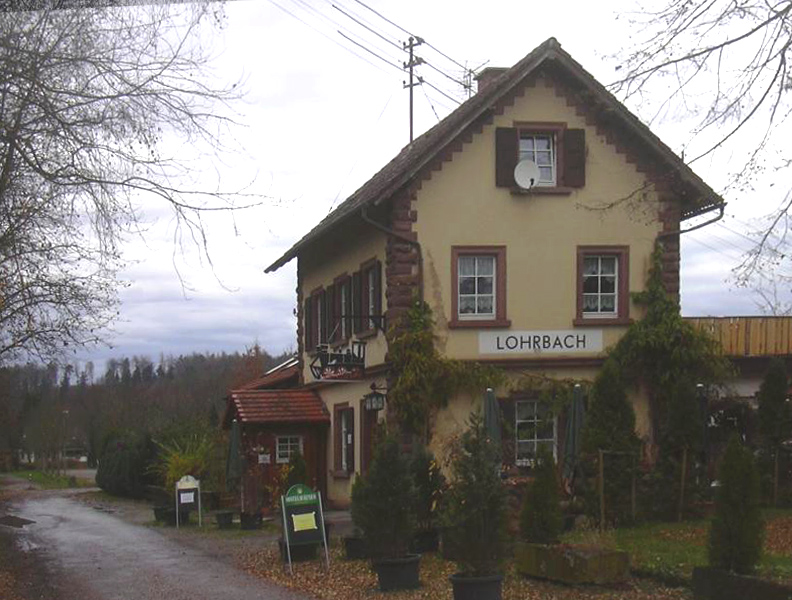
Ehemaliger Bahnhof